# 森灰蝶
森灰蝶（学名：Shijimia moorei），又名山灰蝶、臺灣棋石小灰蝶、棋石燕小灰蝶、棋石灰蝶，为灰蝶科森灰蝶屬下的一个种。

## 描述
本種無雌雄二型性，體型屬小型灰蝶。雄、雌外觀相似，差異在前足構造與翅形：雄蝶前足跗節癒合且末端下彎尖銳，雌蝶則未癒合，前翅外緣略較突出。
全身背側多為黑褐色，腹側白色。頭、口器與觸角黑褐色，觸角具白環；下唇鬚白色，背面黑褐，前伸且末端細長。複眼光滑，胸腹部背面黑褐，腹面白。
前翅長10-14 mm，呈三角形、前緣與外緣略弧形；後翅圓形。翅背面黑褐色，後翅外緣有白邊深色斑。翅腹面底色為白或灰白，前後翅中央具彎曲排列的黑褐色斑，前端斑點較深且明顯。後翅亞基部有兩枚黑點，中室末端具深褐短線；CuA1室末端的黑點明顯且常伴橙紅紋。前後翅亞外緣有兩列深色斑紋。緣毛白色，間雜褐色。足部白色，有褐色條紋與帶紋。

## 分佈
分布於印度東北部、華西至華中、日本及臺灣。在臺灣，主要見於低至中海拔山區。

## 棲地
棲息於常綠闊葉林，可能一年多代，飛行緩慢。成蝶喜訪花，雄蝶會到濕地吸水；幼蟲以臺灣紫花鼠尾草、阿里山紫花鼠尾草（唇形科）及吊石苣苔（苦苣苔科）的花和花苞為食，冬季以幼蟲態休眠越冬。

## 亞種
- S. m. moorei 雲南
- S. m. taiwana Matsumura, 1919 台灣